# Rǫgnvaldr Guðrøðarson
Pour les articles homonymes, voir Ragnald.
 Rǫgnvaldr Guðrøðarson  ou Rögnvaldr Guðrøðarson en vieux norrois, (tué le 14 février 1229), roi de Man de 1187 à 1226/1229, connu par certains textes sous le nom de Reginald ou de  Ragnald III de Man, est le fils de Godfred le Noir. Il aurait usurpé le droit de régner à son demi-frère cadet.

## Règne
Ragnald ou Reginald est le fils âiné, mais considéré comme illégitime, de Godfred le Noir. Ce dernier avait choisi son plus jeune fils Olaf comme héritier mais étant donné son très jeune âge les insulaires donnent le trône à Ragnald.
En 1198 Ragnald aide le roi Guillaume Ier d'Écosse à reprendre le Caithness au comte des Orcades Harald Maddadsson et il est provisoirement investi de ce fief. Il prête ensuite main-forte à son beau-frère John de Courcy dans sa vaine tentative de reconquête de l'Ulster.
Bien qu'il ait du prêté hommage à la Norvège en 1206, Ragnald se tourner vers l'Angleterre et devient l'Homme lige de Jean sans Terre, roi d'Angleterre en 1212. C'est la première fois que l'Angleterre s'immisce dans les affaires du royaume de Man. Il faudra toutefois attendre plusieurs siècles pour que l'île de Man devienne anglaise et les îles restent, à cette période, sous la suzeraineté du roi de Norvège.
Entre-temps son demi-frère Olaf qui avait reçu en 1206 une partie de l'archipel extérieur des Hébrides, en exige plus et Ragnald répond en le faisant prisonnier et en le livrant au roi d'Écosse  qui l'enferme dans une forteresse (1208).
Libéré à la mort de Guillaume Ier d'Écosse, Olaf se réconcilie avec son frère effectue un pèlerinage à Saint-Jacques-de-Compostelle, et au retour, épouse la sœur de la femme de Ragnal. À la mort du roi d'Angleterre Jean Sans Terre, Ragnald IV devient le vassal de son fils et successeur Henri III d'Angleterre. En 1219 il offre même son royaume à l'Église de Rome et devient un vassal du Pape Honorius III.
En été 1224 il doit finalement accepter de partager son royaume avec son demi-frère Olaf  qui était, selon certains, sources l'héritier légitime du trône. Ce dernier le chasse en 1226. Le 14 février 1229, Ragnald est tué lors d'un combat sur le Tynwald Hill (en) en tentant de reconquérir l'île de Man. Selon son vœu il fut inhumé à l'abbaye de Furness.

## Postérité
Ragnald de sa femme, Lavon, fille de Ruaidhri mac Raghnaill et sœur de la première épouse de son demi-frère Olaf II de Man laissa un fils :
- Guðrøðr Rǫgnvaldsson.

Il est également le père d'une fille anonyme épouse de Thomas de Galloway, fils illégitime de Alan de Galloway.